# Воронки газового выброса
Воронка газового выброса, кратер газового выброса — округлые углубления на поверхности земли, шириной от 4 до 20-30 м, и глубиной от нескольких десятков до 100 м. Широкой общественности эти формы рельефа больше известны как воронки на Ямале, или газовые воронки.
Первый известный кратер (Ямальская воронка) открыт летом 2014 года, впоследствии было обнаружено ещё несколько десятков подобных форм рельефа. Вскоре было предложено их называть в научной литературе воронками газового выброса. Известные воронки расположены в приполярных районах Западной Сибири на суше, дне рек и озёр.
Природа формирования этих образований ещё изучается, причины и механизм их формирования неясен, но большинство исследователей сходится во мнении о том, что их образование скорее всего происходит под влиянием флюидодинамических процессов в многолетнемёрзлых породах, которые приводят к появлению зон накопления свободного природного газа вблизи поверхности. В таком случае при превышении пластового давления накопившихся газовых флюидов над давлением толщи вышележащих пород может произойти лавинообразный выброс газонасыщенных горных пород. Другие исследователи рассматривают это явление как соответствующее определению криовулканизма.

## Условия образования
Полуострова Ямал и Гыданский, на которых обнаружены большинство этих воронок, расположены в зоне сплошного распространения многолетнемерзлых пород (ММП) со среднегодовой температурой грунтов от −2-4 °С на юге полуострова до −7-9 °С — на севере, и глубиной сезонной оттайки не более 1 м. Из-за обилия озёр разной формы и размеров на полуострове для многолетней мерзлоты на полуострове Ямал характерна прерывистость вследствие наличия подозерных таликов различной мощности. Параметры чаши протаивания озёр зависят от размеров, глубины и продолжительности жизни озёр.

### Стабильность газогидратов
Газогидраты формируются при определённых соотношениях температуры и давления в земной коре. Область в недрах, соответствующая этим условиям, известна как зона стабильности газогидратов (ЗСГ). В обычных условиях газогидраты могут формироваться в донных отложениях морей, океанов, реже глубоких озёр. Источником газа для их формирования обычно служит газ биогенного происхождения, сформированный глубинной биосферой в толще донных отложений, также это может быть катагенетический газ, образующийся на больший глубинах при разложении органического вещества в осадках. На суше залежи газогидратов приурочены в основном к областям развития многолетнемёрзлых пород на приполярных территориях. Известен ряд неглубокозалегающих залежей газогидратов, к примеру, в районе Бованенковского нефтегазоконденсатного месторождения на Ямале при разведке часто отмечался горизонт газогидратов на глубинах 50-70 м от поверхности, что выше верхней границы ЗСГ. Считается, что эти реликтовые газогидраты сформировались в других условиях давления и температуры - во время развития мощного покровного оледенения в ледниковые периоды, при котором верхняя граница ЗСГ могла достигать поверхности земли, погребённой под ледниковым щитом. После окончания оледенения газогидраты, залегающие выше границы ЗСГ, отвечающей условиям межледниковья, могут сохраняться законсервированными в метастабильном состоянии в условиях многолетней мерзлоты при определённых температурах для различных глубин.

### Взрывные процессы в криолитозоне
В области развития многолетнемёрзлых пород давно известны взрывные процессы, сопровождающие разрушение некоторых форм рельефа. К ним ранее относились только взрывы гидролакколитов и наледных бугров. Они связаны с молниеносным высвобождением газов и воды, сжатых под влиянием промерзания замкнутых таликов. При этом могут наблюдаться либо растрескивание гидролакколитов и наледных бугров с последующим нарастанием наледи, либо формирование кратеров взрыва глубиной до 5 м, с выбросом больших масс льда и грунта.
По мнению некоторых московских учёных, воронки газового выброса имеют много общего со взрывами гидролакколитов и наледных бугров. В то же время воронки газового выброса имеют значительно меньшую ширину при намного большей глубине, в сравнении с ранее описанными приповерхностными процессами.

### Флюидодинамические процессы
Из многочисленных залежей нефти и газа происходит вертикальная миграция углеводородов. Места их выхода на поверхность называются сипами. Толща многолетнемёрзлых пород в приполярных областях служит малопроницаемым экраном и препятствует дегазации недр. Вследствие этого формируются небольшие подмерзлотные и внутримерзлотные залежи газа и воды в свободном или гидратном состоянии. Газоводяные флюиды в этих скоплениях мигрируют в субгоризонтальном направлении к местным повышениям нижней границы многолетней мерзлоты (которые часто формируются над месторождениями углеводородов и активными разломными зонами с повышенным тепловым потоком). Благоприятные условия для дегазации часто отмечаются на дне крупных длительно существующих озёр, под которыми развиты сквозные талики. На Ямале выявлены сотни подобных озёр.

## Строение
Известные воронки имеют довольно однотипную морфологию - небольшая ширина при значительной большей глубине, наличие отвесных стенок кратера в жерлообразной части, расширяющихся вверху в виде раструба. Вокруг воронки располагается бруствер кольцевой формы, состоящий из выброшенных из кратера пород. Образованию воронки газового выброса предшествует формирование бугра.

### Морфология бугра
Достоверно установлено, что на месте появления первого Ямальского кратера ранее существовал бугор с шириной основания 45-58 м, и высотой около 5-6 м. Вершина бугра была покрыта кочками с травянистой растительностью, вдоль его склонов произрастали заросли кустарников ивы.

### Морфология воронки
Собственно воронки, как правило, имеют форму субвертикального эллиптического цилиндра, с коническим раструбом в верхней части. Диаметр жерлообразной части колеблется от 4 до 14-20 м. Оценки глубины дна в незатопленных воронках обычно составляют десятки метров, иногда достигая 60-100 м. Внутренняя поверхность стенок кратера осложняется многочисленными кавернами и иногда в нижней части — гротами. Разрез стенок представлен преимущественно так называемыми пластовыми льдами — высокольдистыми осадочными породами.
Вокруг воронки исследователями выделяется бруствер — кольцевой навал выброшенных из воронки раздробленных горных пород. Разброс обломков пород может достигать первых сотен метров. Размер глыб выброшенных мёрзлых пород варьирует от первых сантиметров до 1 метра, реже до 5-8 м. Бруствер может наблюдаться также и у воронок, сформированных на дне термокарстовых озёр. Объём породы в бруствере быстро сокращается до 6 раз за счёт таяния высокольдистых пород в выброшенном материале.
В некоторых случаях вокруг воронки наблюдается формирование концентрических трещин проседания, что может свидетельствовать о значимых объёмах дегазации обширной пластовой залежи.

### Геологическое строение
Геологическое строение будет разобрано на примере наиболее изученной Ямальской воронки.
В целом разрез рыхлых отложений до глубины 50-60 м представлен пластовыми льдами и сильнольдистыми песками и супесями. Исключение составляет лишь приповерхностный слой мощностью около 2 м, состоящий из мёрзлых и сезонно-талых песчано-глинистых пород. По геофизическим данным на глубине 60-70 м от поверхности установлено наличие слоя с аномально высоким удельным электрическим сопротивлением на глубине 60-70 м, интерпретируемого как выдержанный в плане пластообразный коллектор газогидратов. В нижней части стенок воронки отмечается наличие множества каверн и гротов, отождествляемых некоторыми исследователями с зоной диссоциации реликтовых метастабильных газогидратов. В отобранных на дне кратера пробах воздуха неоднократно отмечалось повышенное содержание метана. Во время зимней экспедиции в ноябре 2014 года во льду, покрывающем нижнюю часть стенок кратера, были обнаружены следы многочисленных выделений газовых флюидов.
Первое время стенки кратера представляли собой остатки штокообразного тела газонасыщенных пород, сложенных ячеистыми льдами. Для него была характерна субвертикальная слоистость по краям, сохранившаяся в стенках кратера, и наличие многочисленных пустот (каверн) в форме округлых ячеек размером от 2 до 40 см, иногда объединяющихся в вертикальные цепочки, широкое развитие пластических и разрывных деформаций. Многочисленные мелкие каверны в этих породах указывают на значительную насыщенность газом горных пород именно в пределах этого штока. По предположениям коллектива московских исследователей, над зоной диссоциации газогидратов в мелкозалегающей пластовой залежи в результате напорной вертикальной миграции флюидов и нараставшего пластового давления сформировался кавернозный газонасыщенный ледогрунтовый шток цилиндрической формы. Напорная фильтрация флюидов привела к многочисленным пластическим деформациям мёрзлых пород штока, в результате чего зона развития ячеистых льдов штока оказалась отделена от вмещающих пород трещиной со смещением и глинками трения. Его движение вверх под давлением разлагающихся газогидратов привело на контактах с окружающей толщей пород к формированию контактового прослоя мёрзлых пород с субвертикальной слоистостью и многочисленными пластическими и разрывными деформациями. К июлю 2015 года остатки штока с субвертикальной слоистостью разрушились при оттаивании и обрушении стенок воронки, обнажив ненарушенный массив осадочных пород с субгоризонтальной слоистостью.
Перекрывающая этот шток кровля приповерхностных сильнольдистых пород с отрицательной температурой должна была оказать экранирующий эффект, способствуя длительному накапливанию газогидратов в теле штока пород. В случае с Ямальским кратером мощность «покрышки» составляла около 8 м. Под действием нараставших аномально высоких пластовых давлений кровля штока в течение десятков лет пластически деформировалась с образованием крупного бугра. При превышении пластовых давлений над литостатическим произошло разрушение покрышки и взрывообразный выброс на поверхность кавернозных пород штока под действием резкой декомпрессии и расширения газов в многочисленных кавернах. Раздробленные продукты выброса были выброшены наружу и осели вокруг воронки в форме бруствера.

## Формирование

### Гипотеза о формировании воронок за счёт газового выброса
Большинство исследователей, изучавших первую ямальскую воронку, сошлись во мнении, что эти формы рельефа сформировались за счёт лавинообразного выброса газов и газонасыщенных пород за считанные секунды. Свободные газовые флюиды в небольших залежах в верхней части разреза рыхлых отложений (газовых карманах) могут быть либо в виде свободных флюидов, либо в составе газогидратов, и иметь биогенное или катагенетическое происхождение. Накопление газа в газовых карманах могло происходить вследствие ряда причин — либо диссоциации гидратосодержащих многолетнемёрзлых пород, либо за счёт поступления газа с подмерзлотных горизонтов, либо это мог быть свободный биогенный газ, сформированный в прошлом глубинной биосферой в донных морских отложениях. По данным бурения на полуострове Ямал, газ, встречающийся на глубинах до 110 м обычно представляет собой метан биогенного происхождения. По данным предварительных анализов, в водах озёр, сформированных внутри воронок газового выброса, по изотопному составу метана выделяются пробы с биогенным и термогенным метаном.
Соответственно, насыщение природным газом пород в верхней части разреза, необходимое для формирования воронки, может иметь 2 источника. В первом случае в качестве источника рассматриваются залежи биогенного газа и реликтовых газогидратов, находящиеся в метастабильном состоянии. При изменении условий среды (изменение давления, температуры пород) залежи реликтовых газогидратов начинают диссоциировать с выделением значительных объёмов свободных газовых флюидов. В качестве другого источника рассматриваются залежи природного газа из средней и нижней части разреза, залегающие ниже нижней границы развития многолетней мерзлоты. Теми или иными путями они постепенно мигрируют вверх по разрезу, задерживаясь на барьерах в виде пластов непроницаемых пород и нижней границы многолетнемерзлых пород. В районах развития глубинных разломов, сквозных таликов глубинный газ проникает к земной поверхности, где он или постепенно выходит на поверхность через небольшие грифоны, или накапливается в толще приповерхностных пород, формируя условия для образования воронки газового выброса. Научные коллективы разделились в вопросе источников газа для формирования воронок газового выброса.
Диссоциация реликтовых газогидратов
Детальными геофизическими работами рядом исследователей выявлены признаки, указывающие на широкое развитие горизонта реликтовых газогидратов под Ямальской воронкой и в прилегающей местности на глубинах 60-70 м от поверхности, что соответствует имеющимся данным о широком развитии газогидратов на глубинах 60-100 м в пределах Бованенковского месторождения. Диссоциация газогидратов могла произойти в результате резкого падения давления при тектонических деформациях пород, либо из-за локального повышения температуры пород коллектора, вызванного влиянием термокарстовых процессов под существовавшим ранее озером, либо из-за общего роста температур многолетнемерзлых пород, вызванным процессами глобального изменения климата. В целом при диссоциации газогидратов выделяется до 180 м3 газа и 0,8 м3 воды.
Наиболее вероятным фактором, запустившим процесс диссоциации газогидратов в ограниченной зоне, ряд учёных рассматривают формирование глубоких чаш протаивания под существовавшим ранее озером — воздействие длительно существующих поверхностных водоёмов является наиболее сильным отепляющим фактором в криолитозоне. По некоторым данным, достаточно повышения температуры на глубине залегания коллектора реликтовых газогидратов до −1° — −3°С, чтобы это привело к их дестабилизации и разложению. При их диссоциации выделяется свободный газ и переохлаждённая вода (криопэги).
Некоторые научные специалисты основную роль в диссоциации газогидратов отводят изменениям климата, в частности аномально тёплому лету 2012 года. По их данным, рост температур горных пород составил 2,3°С, а в сезон экстремально тёплого 2012 года глубина протаивания выросла до 160 см, что привело к необычной активизации процессов термоденудации на Центральном Ямале. В таком случае повышение температуры должно было распространиться на глубину до 60 м, на которой находятся реликтовые залежи газогидратов. Но согласно данным геокриологического стационара Марре-Сале ВСЕГИНГЕО на Западном Ямале температуры пород в недрах в период с 2001 по 2015 год практически не изменились, а сезонные изменения температуры грунта полностью затухают на глубине 8 м, а долговременные многолетние циклы изменения температур исчезают на глубине 20 м от поверхности. По данным измерений в июле 2014 года глубина протаивания прилегающей к Ямальской воронке площади варьировала от 53 до 77 см.
Миграция подмерзлотных газов к поверхности
В то же время геофизическими работами выявлена приуроченность расположения кратера к узлу пересечения разломов, и пониженная мощность развития многолетней мерзлоты непосредственно под кратером. Также кратер располагается над Южно-Муртинской структурно-стратиграфической ловушкой, перспективной на углеводороды. Наличие над нефтегазовыми месторождениями повышенного теплового потока сопровождается таянием подошвы многолетней мерзлоты и восходящей миграцией газовых флюидов, что также могло послужить источником газовых флюидов, накопившихся в коллекторе. Известны данные о значительной дегазации недр в районе озёр Нейто в центральном Ямале в результате выхода газов из Нейтинского месторождения через проницаемые разломные зоны к поверхности. В таком случае мигрирующие газы могут выходить в районах повышенного теплового потока через глубинные разломы, разрывающие всю толщу осадочных отложений, либо в районе нижней границы развития многолетнемерзлых пород мигрировать в участки с пониженной мощностью развития многолетней мерзлоты или участки развития сквозных таликов под крупными озёрами и реками. В случае сквозных таликов будет происходить постепенная дегазация через небольшие грифоны. Аналогичным образом, сталкиваясь с приповерхностными экранами, газоводяные флюиды будут накапливаться в ограниченном объёме горных пород, формируя шток газонасыщенных пород.
Формирование зоны транзита
Возникшие газоводяные флюиды мигрируют вверх. Это может происходить как сквозь толщу мёрзлых пород, как было установлено для ямальского кратера, так и через сквозные талики по разломным зонам или под крупными долгоживущими поверхностными водоёмами. В случае напорной фильтрации сквозь толщу мёрзлых пород зона транзита преобразуется в шток ячеистых льдов.
В верхней части разреза на пути мигрирующего газа встречается экранирующий слой многолетней мерзлоты (флюидоупор), непроницаемый для газовых флюидов. Накапливающийся газ движется в субгоризонтальном направлении в сторону повышений нижней границы флюидоупоров либо их выклинивания. В верхней части разреза хорошо известны вертикальные каналы миграции газовых флюидов — так называемые газовые трубы. Обычно они представляют собой сквозные подозёрные талики либо ослабленные зоны в ледогрунтовых породах. По этим каналам газовые флюиды могут подняться вплотную к поверхности. При отсутствии приповерхностного флюидоупора формируется грифон, в котором идёт постепенная дегазация. Впоследствии озеро могло быть либо спущено и сильно сократиться в размерах, либо его дно могло деформироваться в результате увеличивавшихся пластовых давлений. При замерзании дна спущенных озёр (хасыреев) под приповерхностным слоем промёрзших пород, непроницаемых для газовых флюидов, образуется зона концентрации газовых флюидов. Постепенно формируется насыщенное газом тело — шток, в случае Ямальского кратера имевшего диаметр чуть более 15 м, и высоту около 40-50 м. Возрастающее пластовое давление приводит к пластическим деформациям непроницаемой покрышки, с формированием бугра над зоной транзита и концентрации. В дальнейшем при превышении пластового давления флюидов над давлением вышележащей толщи пород происходит разрушение покрышки и взрывообразный выброс пород штока. На стадии развития взрыва, вызванного резкой декомпрессией, происходит лавинообразное дробление насыщенных сжатым газом кавернозных пород штока, лавинообразно развивающееся от покрышки вверху до горизонта диссоциирующих реликтовых газогидратов в подошве штока, что приводит к появлению узкого цилиндрического углубления с глубиной в десятки метров. Модель последовательного разрушения пористого материала штока при этом близка к процессам, происходящим непосредственно в начале вулканических извержений при декомпрессии резко вскипающего, застывающего и дробящегося магматического материала в жерле вулкана. При этом выброшенный сильно льдистый материал отлагается вокруг кратера выброса в виде активно тающего бруствера.

### Гипотеза о земном криовулканизме
В сентябре 2018 года группа исследователей из МГУ опубликовала статью в авторитетном научном журнале Scientific Reports, в которой утверждается, что Ямальский кратер — первый обнаруженный на Земле криовулкан. В условиях низких температур вместо расплавленных скальных пород криовулканы извергают воду, аммиак, метан — как в жидком состоянии (криолаву), так и в газообразном. В земной криолитозоне главным породообразующим веществом является лед. Согласно гипотезе ученых, подобные кратеры образуются следующим образом: в глубоком талике под термокарстовым озером накапливается газ биогенного происхождения — так появляется бугор пучения. Затем под действием гидростатического давления, возникающего из-за замерзания и оттаивания льда мерзлоты углекислый газ взрывается, и начинается извержение воды и талых пород, которое может длиться до суток. После взрыва образуется кратер, окруженный валом. Похожие объекты известны на Церере, где криовулканом считается самая большая гора, Энцеладе, Плутоне и других небесных телах. Ранее криовулканы ещё не были обнаружены на Земле, но специалисты не исключают, что они могут быть не только в Арктике, но и по всей планете.
Но не все исследователи согласны с этой точкой зрения. Ученые из Института нефтегазовой геологии и геофизики СО РАН считают, что природа Ямальского кратера остается дискуссионной. Они утверждают, что полевые исследования похожих воронок, говорят о других причинах их возникновения. Так, через 30 часов после образования воронки на реке Сёяха в смеси летучих компонентов метана было обнаружено более 90 %. При этом в июле 2014 года над Ямальским кратером также наблюдалось повышенное содержание метана. Кроме того, по свидетельствам очевидцев, некоторые кратеры на Ямале взрывались с воспламенением. Сам факт воспламенения противоречит криовулканической гипотезе.

## Эволюция

### Формирование бугра
Вследствие значительного увеличения пластовых давлений при диссоциации газогидратов или концентрировании газоводяных флюидов вблизи поверхности это будет приводить к деформации экранирующей шток приповерхностной кровли и формированию положительной формы рельефа — бугра, по внешнему виду аналогичного классическим криогенным буграм пучения (пинго, булгуннях, гидролакколит).
При изучении архивных космоснимков отмечалось наличие бугра на месте формирования воронки в последующем. Дендрохронологические исследования сохранившихся кустарников, проведённые тюменскими учёными, указывают на продолжительность роста бугра на месте Ямальского кратера в течение не менее 66 лет. Ширина его основания составляла 45-58 м, высота — около 5-6 м. В то же время результаты анализа архивных космоснимков Сеяхинской воронки, возникшей в русле реки Сёяха, указывают на зарождение бугра с отклонением русла реки в 2015 году, то есть за 2 года до его извержения в 2017 году. Вершина бугра была покрыта кочками с травянистой растительностью, вдоль его подножия произрастали кусты ивы. Обработка стереопар спутниковых снимков района возникновения Антипаютинской воронки выявила меньшие размеры бугра, предшествовавшему образованию кратера — 2 м в высоту и 20 в ширину.
Некоторые исследователи предполагают, что при быстром нарастании давления и ускоренном развитии газонасыщенного штока пород стадия бугрообразования может быть проявлена слабо либо вообще отсутствовать.

### Извержение
По данным математического моделирования для Ямальской воронки, для разрушения покрышки из мёрзлых пород мощностью около 8 м достаточно увеличения пластовых давлений до 12,5 атм. Разброс обломков породы при выбросе обычно составляет десятки метров, иногда достигает 300—900 м.
По некоторым данным, местные жители севера Западной Сибири неоднократно становились свидетелями образования воронок газового выброса, которые нередко сопровождались самовоспламенением газо-воздушной смеси. В случае возгорания газа, выделяющегося при газовом выбросе, сила взрыва многократно усиливается. Имеются некоторые фото- и видеосвидетельства. Также, со слов учёных, в одной из новых воронок процессы роста бугра и извержение повторились.

### Затопление
После своего формирования воронки газового выброса, расположенные в пределах озёр и русел рек — затапливаются быстро, а те воронки, что были расположены на возвышенных участках — в течение нескольких лет. Это сопровождается активным таянием и обрушением сильнольдистых пород в стенках кратера. При разрушении перемычек между соседними озёрами происходит их слияние и образование озёр сложной формы.
Есть данные о том, что в воронках дегазация грунтов продолжается и после их образования. По данным замеров в Ямальском кратере в июле 2014 года, было отмечено отмечено повышенное содержание метана вблизи дна воронки (до 9,8 %). В дальнейшем вода во внутреннем озере имела содержание метана, на порядок превышавшее его содержание в соседних озёрах, наиболее высокие значения были отмечены после покрытия внутреннего озера льдом.
После того, как осенью 2013 года образовалась Антипаютинская воронка, в период между 8 марта 2016 и 16 июля 2017 гг. было зафиксировано появление крупного бугра внутри разрушавшейся воронки. Московские исследователи отмечают продолжение активных газогидродинамических процессов внутри новообразованных воронок, и не исключают возможности повторных извержений.
На полуострове Ямал было выделено 6 основных морфогенетических типов озёр: лайдовые, термокарстовые (пойменные), глубоко-котловинные, хасырейные (остаточные), четковидные и тектонические. Глубоко-котловинные озёра характеризуются преимущественно изометричной формой, наличием мелководного «шельфа» и переуглублённой серединой. Также учёные отмечали, что при массовых промерах глубин озёр разных типов, даже относительно мелководных, на их дне встречались воронковидные углубления. Эти углубления при спуске озера превращались в изолированный водоём, подпитываемый напорными подземными водами, в связи с чем их обозначали как «жерла гидровулканов». В связи с последними открытиями появилась гипотеза формирования большей части озёр этого типа в предыдущие годы, в том числе в период климатического оптимума голоцена, в случае если климатический фактор играет основную роль как драйвер активизации взрывных процессов дегазации недр.

## Научные исследования

### История изучения
С началом активного освоения приполярных территорий на север Западной Сибири было обращено повышенное внимание исследователей и крупных компаний. Подобные воронки обнаруживались и ранее, но они не привлекали к себе внимания.
Ямальская воронка была обнаружена экипажем Надымского авиаотряда к югу от Бованенковского нефтегазоконденсатного месторождения в июле 2014 года. Сообщения о находке и опубликование видеоматериалов вызвали интерес во всем мире. Спустя несколько дней после появления видео в сети и распространения новости о необычной воронке в отечественных и зарубежных СМИ в район событий отправилась первая рекогносцировочная экспедиция из Института криосферы земли СО РАН.
В течение 2014 года было обнаружено суммарно 6 крупных воронок газового выброса. В период до 2016 года число выявленных на суше крупных воронок достигло 10.
Для систематизации данных о ранее образовавшихся и потенциально опасных воронках газового выброса в ИПНГ РАН была создана геоинформационная система «Арктика и Мировой океан» (ГИС «АМО»). Позднее в эту ГИС были добавлены сведения о 20 тысячах сипов нефти и газа.

### Мониторинг и прогнозирование
После открытия воронок газового выброса в ИПНГ РАН совместно с Роскосмосом ведут мониторинг состояния всех необычных объектов, связанных с выбросами газа с помощью материалов дистанционного зондирования Земли.
С момента обнаружения всех аномальных объектов, связанных с выбросами газа, в ИПНГ РАН в сотрудничестве с Госкорпорацией «Роскосмос» ведется мониторинг их состояния с использованием материалов дистанционного зондирования Земли (ДЗЗ), включая отечественный спутник «Ресурс-П».

## Распространение
Все известные на сентябрь 2018 года воронки газового выброса расположены на севере Западной Сибири, в районах развития многолетней мерзлоты, преимущественно на полуострове Ямал и Гыданском полуострове.
В пределах этой территории их распространение неравномерно. Первые известные воронки приурочены к территориям с аномально высоким для Ямала тепловым потоком с тектоническими разломами, пронизывающими толщу рыхлых отложений. В такой же зоне на Центральном Ямале на площади развития Нейтинского газоконденсатного месторождения с закартированными ранее глубинными разломами и высоким тепловым потоком были обнаружены признаки многочисленных выходов газа и кратеров на дне и берегах голубых озёр Нейто. Сотни кратерообразных объектов было обнаружено на дне многих термокарстовых озёр полуострова Ямал, на снимках некоторых из них иногда отмечаются резкие замутнения воды и появление сильных мутьевых течений, а также множество зон со следами сипов газа во льду озёр, что свидетельствует об их активности.

### Список известных воронок
- Ямальский кратер (полуостров Ямал)
- Сеяхинский кратер (полуостров Ямал)
- Антипаютинская воронка (Гыданский полуостров) 27 сентября 2013[31]

## Угрозы
Приуроченность ряда открытых воронок газового выброса к участкам залегания месторождений углеводородов, их близость к объектам добывающей и транспортной инфраструктуры представляет угрозу для населения приполярных областей, капитальных строений и линейных объектов (в том числе трубопроводов).
Также определённую опасность вызывает неоднократно наблюдавшееся при извержениях воронок самовоспламенение смеси газов с воздухом, которое иногда приводит к пожару на прилегающей местности, в таком случае возможен объёмный взрыв, подобный взрывам вблизи города Сасово в 1991-92 гг.
Как один из разновидностей процессов, сопровождающих дегазацию недр, значительные выбросы природных газов должны приводить к ускорению процессов глобального потепления. Метан является одним из газов, оказывающих значительный парниковый эффект. Ряд исследователей ожидают в случае продолжения глобального потепления значительной активизации выбросов газа из многолетнемёрзлых пород, что вызовет положительную обратную связь и усугубит негативные тенденции.